# Vierschanzentournee 1960/61
Die 9. Vierschanzentournee 1960/61 begann am 30. Dezember mit dem Auftakt in Oberstdorf. Nach dem Neujahrsspringen in Garmisch-Partenkirchen folgte erst am Dreikönigstag, dem 6. Januar das Springen am Bergisel in Innsbruck.  Das abschließende Springen in Bischofshofen wurde am 8. Januar durchgeführt. Nach den politischen Querelen bei der letzten Tournee im sogenannten Flaggenstreit, infolge dessen die Springer aus der DDR und anderen Ostblockländern nicht antraten, wurde diesmal von den Veranstaltern alles vermieden, was für einen neuerlichen Eklat hätte sorgen können. Zwar blieb die Regierung der Bundesrepublik Deutschland in der Flaggenfrage hart, doch die Veranstalter fanden eine Ausweichlösung. Bei Siegerehrungen wurden gar keine Landesflaggen gehisst, sondern nur die Vereinsflaggen der Athleten. Mit diesem Kompromiss konnte die sportliche Leitung der DDR-Mannschaft leben und somit war auch der frischgebackene Olympiasieger von Squaw Valley, Helmut Recknagel, als großer Tourneefavorit am Start. Neben ihm zählten auch die Finnen, Österreicher und die Springer aus der Sowjetunion zum Favoritenkreis. Am Ende gewann Helmut Recknagel als erster Springer überhaupt zum dritten Mal die Tournee vor dem Österreicher Otto Leodolter und dem Finnen Kalevi Kärkinen.

## Nominierte Athleten 60/61
Mit Nikolai Kamenski, Max Bolkart und dem bis dahin zweifachen Tourneegewinner und Olympiasieger Helmut Recknagel waren drei Tourneesieger am Start. Dazu gesellte sich noch der amtierende Weltmeister Juhani Kärkinen.
| Nation           | Athleten |
| ---------------- | --- |
| BR Deutschland   | Max Bolkart, Helmut Kurz, Hermann Anwander, Hubert Witting, Georg Thoma, Helmut Wegscheider, Wolfgang Happle, Alois Haberstock, Axel Zerlaut, Rudi Duffke, Heini Ihle, Edi Lengg, Josef Pichler, Arthur Bodenmüller, Wolfgang Schüller, Hias Winkler                   |
| DDR              | Helmut Recknagel, Veit Kührt, Günter Oettel, Willi Wirth, Werner Lesser, Kurt Schramm, Peter Lesser, Günther Pollmer, Lothar Heyer, Siegbert Münch |
| Österreich       | Willi Egger, Walter Habersatter, Otto Leodolter, Gerhard Niederhammer, Walter Steinegger, Albin Plank, Peter Müller, Ferdl Wallner, Baldur Preiml, Willi Köstinger, Horst Moser, Ernst Kröll, Max Golser, Ernst Kopp, Alfred Brunner, Georg Lackner, Sepp Lichtenegger |
| Finnland         | Juhani Kärkinen, Kalevi Kärkinen, Veikko Kankkonen |
| Frankreich       | Robert Rey, Phil Devouassoux |
| Jugoslawien      | Marjan Pečar, Jože Šlibar, Miro Oman, Peter Eržen |
| Italien          | Nilo Zandanel, Dino De Zordo, Giacomo Aimoni, Bruno De Zordo |
| Norwegen         | Ole Tom Nord, Olaf Solli, Gunnar Lie |
| Schweden         | Kjell Sjöberg, Gösta Nordin, Harry Bergqvist |
| Schweiz          | Toni Cecchinato, Peter Wenger, Ueli Scheidegger |
| Sowjetunion      | Nikolai Kamenski, Nikolai Schamow, Koba Zakadse, Juri Subarew, Wjatscheslaw Iwannikow |
| Tschechoslowakei | Jaromír Novlud, Drahomír Jebavý, Dalibor Motejlek |

## Oberstdorf
Beim Auftaktspringen in Oberstdorf ließ der Skisprungweltmeister von 1958, Juhani Kärkinen, den amtierenden Weltmeister und Olympiasieger Helmut Recknagel mit zehn Punkten Vorsprung hinter sich. Recknagel hatte im ersten Durchgang Mühe, seinen Sprung zu stehen und bekam auch schlechte Haltungsnoten, so dass es am Ende nur für Platz 6 reichte. Für eine Überraschung sorgte der Schwede Kjell Sjöberg, der den zweiten Platz belegte. Der Olympiadritte von Squaw Valley, Otto Leodolter aus Österreich, belegte Platz 3.
- Datum: 30. Dezember 1960[1]
- Land:  BR Deutschland
- Schanze: Schattenbergschanze

| Pos. | Springer           | Land        | Punkte |
| ---- | ------------------ | ----------- | ------ |
| 01   | Juhani Kärkinen    | Finnland    | 227,0  |
| 02   | Kjell Sjöberg      | Schweden    | 223,0  |
| 03   | Otto Leodolter     | Österreich  | 220,0  |
| 03   | Kalevi Kärkinen    | Finnland    | 220,0  |
| 05   | Koba Zakadse       | Sowjetunion | 218,0  |
| 06   | Helmut Recknagel   | DDR         | 217,0  |
| 07   | Veit Kührt         | DDR         | 215,0  |
| 08   | Nikolai Schamow    | Sowjetunion | 213,5  |
| 09   | Walter Habersatter | Österreich  | 212,5  |
| 10   | Ole Tom Nord       | Norwegen    | 211,0  |

## Garmisch-Partenkirchen
Am Neujahrstag hieß der Sieger vor 35.000 Zuschauern Koba Zakadse. Der Georgier konnte nach 1956 in Innsbruck wieder einen Tagessieg feiern. Den Grundstein dafür legte er im ersten Durchgang, als er Tagesbestweite mit 84 m sprang. Dazu kamen gute Haltungsnoten, für ihn auch nicht immer selbstverständlich. Auch den zweiten Sprung stand er sicher und somit war ihm der Sieg nicht mehr zu nehmen. Dahinter belegte Helmut Recknagel den zweiten Platz. Nach dem ersten Durchgang noch Neunter, gelang ihm mit der Bestweite im zweiten Durchgang von 77,5 m noch der Sprung aufs Treppchen. Der Italiener Nilo Zandanel belegte mit einem Punkt Rückstand auf den Olympiasieger den dritten Platz. Dies war die erste Podiumsplatzierung für einen italienischen Springer bei der Tournee. In der Gesamtwertung führte nach zwei Springen der Finne Juhani Kärkinen vor Zakadse und dem beständigen Schweden Sjöberg. Helmut Recknagel und der Österreicher Leodolter lagen aber gemeinsam schon auf Platz vier mit nur fünf Punkten Rückstand auf den Gesamtführenden.
- Datum: 1. Januar 1961[3]
- Land:  BR Deutschland
- Schanze: Große Olympiaschanze

| Zwischenstand nach 2 Springen | Zwischenstand nach 2 Springen | Zwischenstand nach 2 Springen |
| Pos.                          | Springer                      | Punkte                        |
| ----------------------------- | ----------------------------- | ----------------------------- |
| 01.                           | J. Kärkinen                   | 440,0                         |
| 02.                           | Zakadse                       | 438,5                         |
| 03.                           | Sjöberg                       | 436,5                         |

| Pos. | Springer         | Land        | Punkte |
| ---- | ---------------- | ----------- | ------ |
| 01   | Koba Zakadse     | Sowjetunion | 220,5  |
| 02   | Helmut Recknagel | DDR         | 218,0  |
| 03   | Nilo Zandanel    | Italien     | 217,0  |
| 04   | Otto Leodolter   | Österreich  | 215,0  |
| 05   | Nikolai Kamenski | Sowjetunion | 214,0  |
| 06   | Kjell Sjöberg    | Schweden    | 213,5  |
| 07   | Juhani Kärkinen  | Finnland    | 213,0  |
| 08   | Juri Subarew     | Sowjetunion | 212,0  |
| 09   | Kurt Schramm     | DDR         | 209,5  |
| 09   | Nikolai Schamow  | Sowjetunion | 209,5  |

## Innsbruck
Auf der Baustelle am Bergisel, man baute für Olympia 64 um, kam es vor 15.000 Zuschauern zu einem spannenden Wettkampf mit einem dramatischen Finale. Nach dem ersten Durchgang führte der vielumjubelte Österreicher Otto Leodolter. Vor Beginn des zweiten Durchganges wurde von der Jury der Anlauf verkürzt, da bis dahin auch schwächere Springer recht hohe Weiten erreicht hatten. Zudem erschwerte böiger Wind den Wettbewerb. Nachdem Otto Leodolter lange in Führung lag, Mitfavoriten wie Juhani Kärkinen, Zakadse oder Sjöberg nicht in die Entscheidung eingreifen konnten, stand Helmut Recknagel als vorletzter Springer seine Weite von 81,5 m sicher, übernahm die Führung und wurde schon als Sieger gefeiert. Doch mit einem Satz von 84,5 m entriss der Finne Kalevi Kärkinen dem Olympiasieger noch den Sieg mit hauchdünnen 0,9 Punkten Vorsprung. In der Gesamtwertung jedoch lag nun Recknagel vor dem Österreicher Leodolter in Führung. Da beide nur 4,2 Punkte voneinander trennten, machten sich die Gastgeber in Bischofshofen noch Hoffnung auf einen österreichischen Gesamtsieg.
- Datum: 6. Januar 1961[5]
- Land:  Österreich
- Schanze: Bergiselschanze

| Zwischenstand nach 3 Springen | Zwischenstand nach 3 Springen | Zwischenstand nach 3 Springen |
| Pos.                          | Springer                      | Punkte                        |
| ----------------------------- | ----------------------------- | ----------------------------- |
| 01.                           | Recknagel                     | 652,6                         |
| 02.                           | Leodolter                     | 648,4                         |
| 03.                           | Zakadse                       | 614,2                         |

| Pos. | Springer           | Land           | Punkte |
| ---- | ------------------ | -------------- | ------ |
| 01   | Kalevi Kärkkinen   | Finnland       | 218,5  |
| 02   | Helmut Recknagel   | DDR            | 217,6  |
| 03   | Otto Leodolter     | Österreich     | 213,4  |
| 04   | Olaf Solli         | Norwegen       | 212,2  |
| 05   | Veikko Kankkonen   | Finnland       | 211,6  |
| 06   | Wolfgang Happle    | BR Deutschland | 211,0  |
| 07   | Nikolai Kamenski   | Sowjetunion    | 210,4  |
| 08   | Helmut Wegscheider | BR Deutschland | 209,2  |
| 09   | Albin Plank        | Österreich     | 207,7  |
| 10   | Kjell Sjöberg      | Schweden       | 207,0  |

## Bischofshofen
Das mit Spannung erwartete Duell zwischen Helmut Recknagel und Otto Leodolter geriet zunächst in den Hintergrund, als der erst 19-jährige Wolfgang Happle aus Neustadt im Schwarzwald mit 99 m einen neuen Schanzenrekord sprang. Helmut Recknagel aber konterte und übernahm mit stilistisch sauber gesprungenen 98,5 m nach dem ersten Durchgang die Führung. Otto Leodolter kam zunächst auf dem 5. Platz ein. Wegen dieser großen Weiten wurde vor Beginn des zweiten Durchgangs der Anlauf um 3 m verkürzt. Trotzdem sprang Leodolter 94 m weit, Bestweite im zweiten Durchgang. Allerdings gelang auch Helmut Recknagel diese Weite, so dass er sich mit 3,5 Punkten Vorsprung den Tagessieg, seinen insgesamt sechsten, holte. Für einen weiteren Achtungserfolg sorgten die Italiener, die zwei Springer unter den besten Zehn platzieren konnten.
- Datum: 8. Januar 1961[7]
- Land:  Österreich
- Schanze: Paul-Außerleitner-Schanze

| Pos. | Springer         | Land           | Punkte |
| ---- | ---------------- | -------------- | ------ |
| 01   | Helmut Recknagel | DDR            | 229,1  |
| 02   | Otto Leodolter   | Österreich     | 225,6  |
| 03   | Kalevi Kärkinen  | Finnland       | 221,1  |
| 04   | Nikolai Schamow  | Sowjetunion    | 219,3  |
| 05   | Wolfgang Happle  | BR Deutschland | 212,8  |
| 06   | Olaf Solli       | Norwegen       | 211,8  |
| 07   | Nilo Zandanel    | Italien        | 210,0  |
| 08   | Kurt Schramm     | DDR            | 209,7  |
| 09   | Dino De Zordo    | Italien        | 208,7  |
| 10   | Koba Zakadse     | Sowjetunion    | 207,7  |

## Gesamtwertung
Helmut Recknagel gewann als erster Springer zum dritten Mal die Vierschanzentournee. Nach etwas holprigem Start steigerte er sich und machte mit seinem Tagessieg in Bischofshofen alles klar. Nach seinem dritten Platz bei der letzten Tournee belegte der Österreicher Otto Leodolter nun den zweiten Platz. Die finnischen Brüder Kärkinen kamen am Ende auf den Plätzen 3 und 5 ein. Bemerkenswert waren der 6. Platz des Schweden Sjöberg und der 7. Platz des Italieners Zandanel, die so einige starke Springer hinter sich ließen. Zu den Enttäuschungen gehörten die Mannschaften aus der BRD und Norwegen. Ihre Springer hatten mit dem Ausgang der Entscheidungen zu keiner Zeit etwas zu tun.
| Rang | Name             | Nation         | Gesamt- wertung | Oberst- dorf | Garmisch- Partenk.- | Inns- bruck | Bischofs- hofen |
| ---- | ---------------- | -------------- | --------------- | ------------ | ------------------- | ----------- | --------------- |
| 01   | Helmut Recknagel | DDR            | 882,0           | 217,0 / 06.  | 218,0 / 02.         | 217,6 / 02. | 229,1 / 01.     |
| 02   | Otto Leodolter   | Österreich     | 874,0           | 220,0 / 03.  | 215,0 / 04.         | 213,4 / 03. | 225,6 / 02.     |
| 03   | Kalevi Kärkinen  | Finnland       | 862,1           | 220,0 / 03.  | 202,5 / 20.         | 218,5 / 01. | 221,1 / 03.     |
| 04   | Koba Zakadse     | Sowjetunion    | 851,9           | 218,0 / 05.  | 220,5 / 01.         | 205,7 / 11. | 207,7 / 10.     |
| 05   | Juhani Kärkinen  | Finnland       | 850,7           | 227,0 / 01.  | 213,0 / 07.         | 203,9 / 12. | 206,8 / 11.     |
| 06   | Kjell Sjöberg    | Schweden       | 848,2           | 223,0 / 02.  | 213,5 / 07.         | 207,0 / 10. | 204,7 / 15.     |
| 07   | Nilo Zandanel    | Italien        | 839,6           | 209,5 / 11.  | 217,0 / 03.         | 203,1 / 14. | 210,0 / 07.     |
| 08   | Olaf Solli       | Norwegen       | 829,5           | 205,5 / 20.  | 200,5 / 26.         | 212,2 / 04. | 211,8 / 06.     |
| 09   | Nikolai Schamow  | Sowjetunion    | 827,9           | 213,5 / 08.  | 209,5 / 09.         | 185,1 / 36. | 219,3 / 04.     |
| 10   | Wolfgang Happle  | BR Deutschland | 826,8           | 194,5 / 39.  | 208,5 / 11.         | 211,0 / 06. | 212,8 / 05.     |